# Kolga laht
Kolga laht (Kolgabukten) är en bukt på Estlands nordkust vid Finska viken. Den ligger på gränsen mellan kommunerna Jõelähtme och Kuusalu i Harjumaa, 40 km öster om huvudstaden Tallinn.
Den avgränsas i väster av udden Kaberneem och öarna Koipsi och Ramö (estniska: Rammu), i norr av Stora och Lilla Malö, samt i öster av halvön Juminda poolsaar och dess norra udde Juminda nina. I bukten ligger öarna Rohusi, Umblu och Pedassaar. Utmed dess kust ligger från väster byarna Kaberneeme, Haapse, Kullamaä, Salmistu, Põhja, Sõitme, Andineeme, Tsitre (som ligger vid udden Tsitre nina), Pudisoo, Pedaspea, Kolga-Aabla, Kiiu-Aabla, Leesi, Tammistu och Juminda. Åar som har sitt utflöde i Kolga laht är från väster Kaberla oja, Valkla oja, Loo jõgi, Pudisoo jõgi.   

### Fotnoter
1. ↑  Kolga Laht hos Geonames.org (cc-by); post uppdaterad 2012-01-17; databasdump nerladdad 2015-09-05